# Garota Cigana

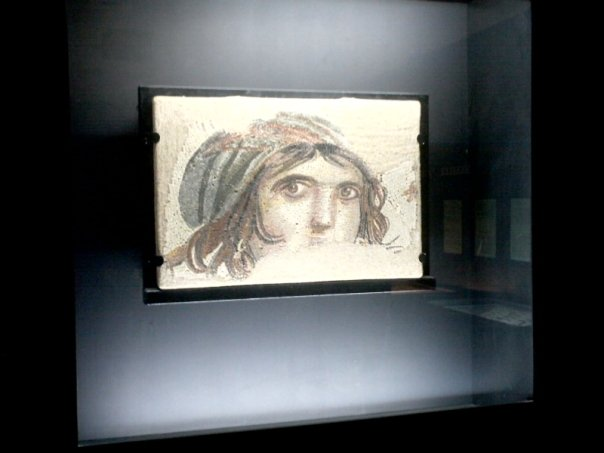
O mosaico "Garota Cigana" está em exibição no Museu de Arqueologia de Gaziantep em 2009.

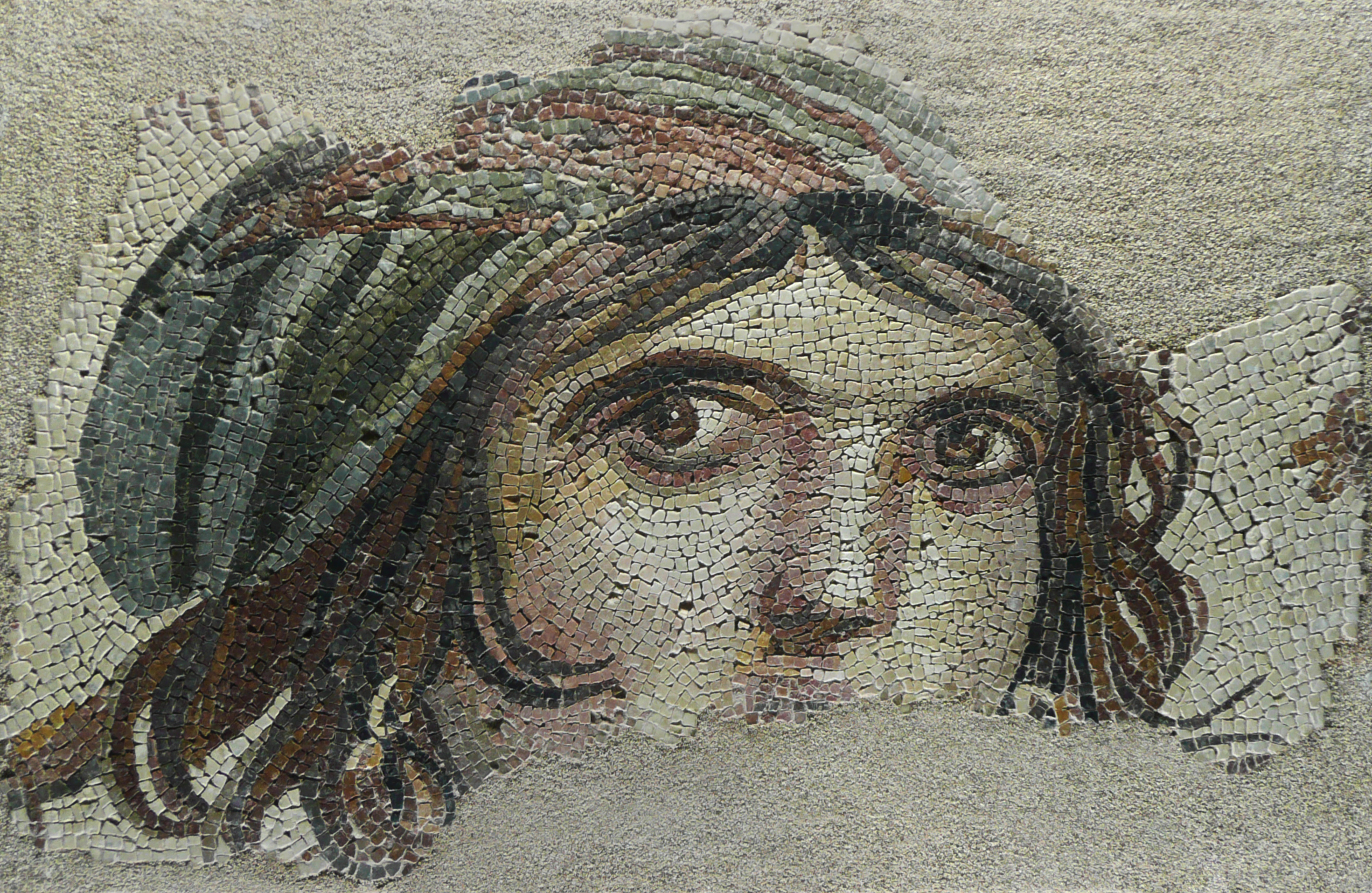
Mosaico "Garota Cigana"

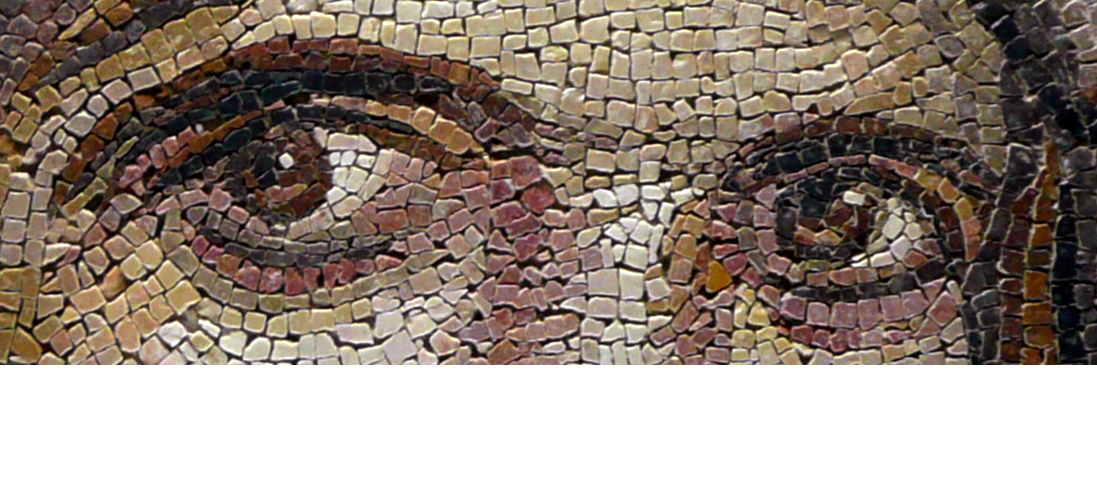
Detalhe dos olhos do mosaico "Garota Cigana"

"Garota Cigana" é um mosaico encontrado em Gaziantepe, província de Nizipe, a 10 km da cidade da cidade antiga de Zeugma, entre 1998 - 1999, E foi localizado nas ruínas de uma casa de inverno de Belco, em uma casa de 300m 2, ao levantar uma coluna. O mosaico foi resgatado com outras obras, como Ácrato, deusa Mevsim e Sátiro, e tornou-se o símbolo de Gaziantep junto com a cidade antiga. Embora o gênero da pessoa sujeita ao mosaico da Gypsy Girl seja um assunto de discussão; existem diferentes pontos de vista de que a figura é a Deusa da Terra e a mãe dos deuses Gaia ou Alexandre, o Grande. No entanto, o mosaico é chamado de "Garota Cigana" entre as pessoas devido às suas tranças. O mosaico, que foi exibido no Museu de Arqueologia de Gaziantep por um tempo, está no Museu de Mosaico de Zeugma desde 9 de setembro de 2011.
As outras partes do mosaico foram trazidas para a Turquia dos Estados Unidos em dezembro de 2018 e começaram a ser expostas no Museu Zeugma. 